# Głogówek (gemeente)
De gemeente Głogówek is een stad- en landgemeente in het Poolse woiwodschap Opole, in powiat Prudnicki.
De zetel van de gemeente is in Głogówek.
Op 30 juni 2004 telde de gemeente 14 576 inwoners.

## Oppervlakte gegevens
In 2002 bedroeg de totale oppervlakte van gemeente Głogówek 170,06 km², waarvan:
- agrarisch gebied: 87%
- bossen: 4%

De gemeente beslaat 29,77% van de totale oppervlakte van de powiat.

## Demografie
Stand op 30 juni 2004:
| Omschrijving                   | Totaal | Totaal | Vrouwen | Vrouwen | Mannen | Mannen |
| ------------------------------ | ------ | ------ | ------- | ------- | ------ | ------ |
| eenheid                        | aantal | %      | aantal  | %       | aantal | %      |
| inwoners                       | 14 576 | 100    | 7471    | 51,3    | 7105   | 48,7   |
| bevolkingsdichtheid (inw./km²) | 85,7   | 85,7   | 43,9    | 43,9    | 41,8   | 41,8   |

In 2002 bedroeg het gemiddelde inkomen per inwoner 1078,95 zł.

## Administratieve plaatsen (sołectwo)
Biedrzychowice, Błażejowice Dolne, Ciesznów, Dzierżysławice, Góreczno, Kazimierz, Kierpień, Leśnik, Mionów, Mochów, Nowe Kotkowice, Nowe Kotkowice-Chudoba, Racławice Śląskie, Rzepcze, Stare Kotkowice, Szonów, Tomice, Twardawa, Wierzch, Wróblin, Zawada.

## Overige plaatsen
Anachów, But, Golczowice, Małkowice, Mucków, Sysłów, Zwiastowice.

## Aangrenzende gemeenten
Biała, Głubczyce, Krapkowice, Lubrza, Pawłowiczki, Reńska Wieś, Strzeleczki, Walce. De gemeente grenst aan Tsjechië.